# ヘンリー広瀬
ヘンリー広瀬（ヘンリー ひろせ、1943年11月16日 - ）は音楽プロデューサー、ギタリスト、キーボーディスト。神奈川県出身。妻は歌手の髙橋真梨子。プロデュース代表曲には高橋真梨子の「桃色吐息」「はがゆい唇」「ごめんね…」などがある。

## 略歴
ペドロ&カプリシャスのプレイヤーとしてフルートやサックスなどで活躍。1978年にはペドロ&カプリシャスを離れ、ヘンリーバンドを結成。1982年からは、その後に妻となる高橋真梨子のプロデューサーとして制作に携わり、大ヒットを数多く送り出す。2002年には、高橋とともにグレイスソフィーナのCMにも出演、おしどり夫婦として知られている。高橋のベストアルバムプロデュースなどを行うほか、「ヘンリーバンド」として各方面で活動している。